# Gelada
Geladaen (Theropithecus gelada) er den eneste art i slægten theropithecus i marekattefamilien. Den er nært beslægtet med bavianer. Den er endemisk for Etiopien og Eritreas savanner. Den lever ved jorden og spiser græsblade, stængler og frø, der samles op fra jorden.
Geladaen bliver 70-74 cm lang med en hale på 46-50 cm og vejer op til 19 kg.
Geladaen lever i små grupper med en han og flere hunner og deres afkom. Disse grupper forener sig ofte til større grupper på helt op til 350 individer. I et enkelt tilfælde hvor fødestedet var specielt godt, er der blevet observeret så mange som 670 geladaer i gruppen.
- Wikimedia Commons har flere filer relateret til Gelada